# 아티라젠드라
아티라젠드라(타밀어: அதிராஜேந்திர)는 제14대 촐라 황제로, 아버지 비라라젠드라의 뒤를 이어 촐라 황제로 즉위하여 몇 달이라는 짧은 기간 동안 촐라 제국을 통치하였다. 그의 통치는 아마도 본질적으로 종교적인, 국내의 불안으로 특징지어진다. 아티라젠드라는 촐라 왕조의 마지막 혈통이었다. 그는 종교적인 혼란 속에서 죽었다. 아라자 촐라의 딸인 그의 어머니 쿤다바이를 통해 촐라 씨족과 밀접하게 관련이 있는 벵기 왕 라자 나렌드라가 1061년에 사망한 후, 아티라진드라와 비라젠드라는 벵기 계승 분쟁에 간섭했다. 벵기 왕좌는 궁정 쿠데타로 사크티바르만 2세에게 돌아갔다. 촐라인들은 촐라 영향력이 벵기에서 다시 세워지기를 원했다. 사크티바르만 2세는 죽임을 당했지만, 사크티바르만의 아버지인 비자야디티야가 왕위를 계승했고 그를 제거하려는 촐라의 시도를 물리쳤다. 비자야디타는 그러나 촐라의 봉신으로 일하는 것을 받아들였다.
비록 벵기에 대한 완전한 지배권을 얻기 위한 이 시도는 실패했지만, 비라라젠드라는 그의 딸을 비크라마디티야로 시집보냄으로써 또 다른 찰루키아 동맹을 발견했다.
이 음모가 진행되는 동안 훗날 쿨로퉁가라 불리는 왕자 라자 나렌드라의 아들인 비자야디티야 1세는 벵기 왕이 되려고 했고, 비자야디티야가 정당하게 자신의 왕위를 찬탈했다고 느꼈다. 아마도 촐라 가문이 그의 노력을 도왔을 것이다. 삼촌 비자야디티야의 시도에 좌절한 쿨로퉁가 촐라는 오늘날 차티스가르주 바스터구 근처에 작은 영토를 개척하고 자신의 시대를 보냈다. 비라얀드라가 죽자 라젠드라 찰루키아는 재빨리 촐라의 제위를 차지하기 위해 행동했다.